# Pleskawica

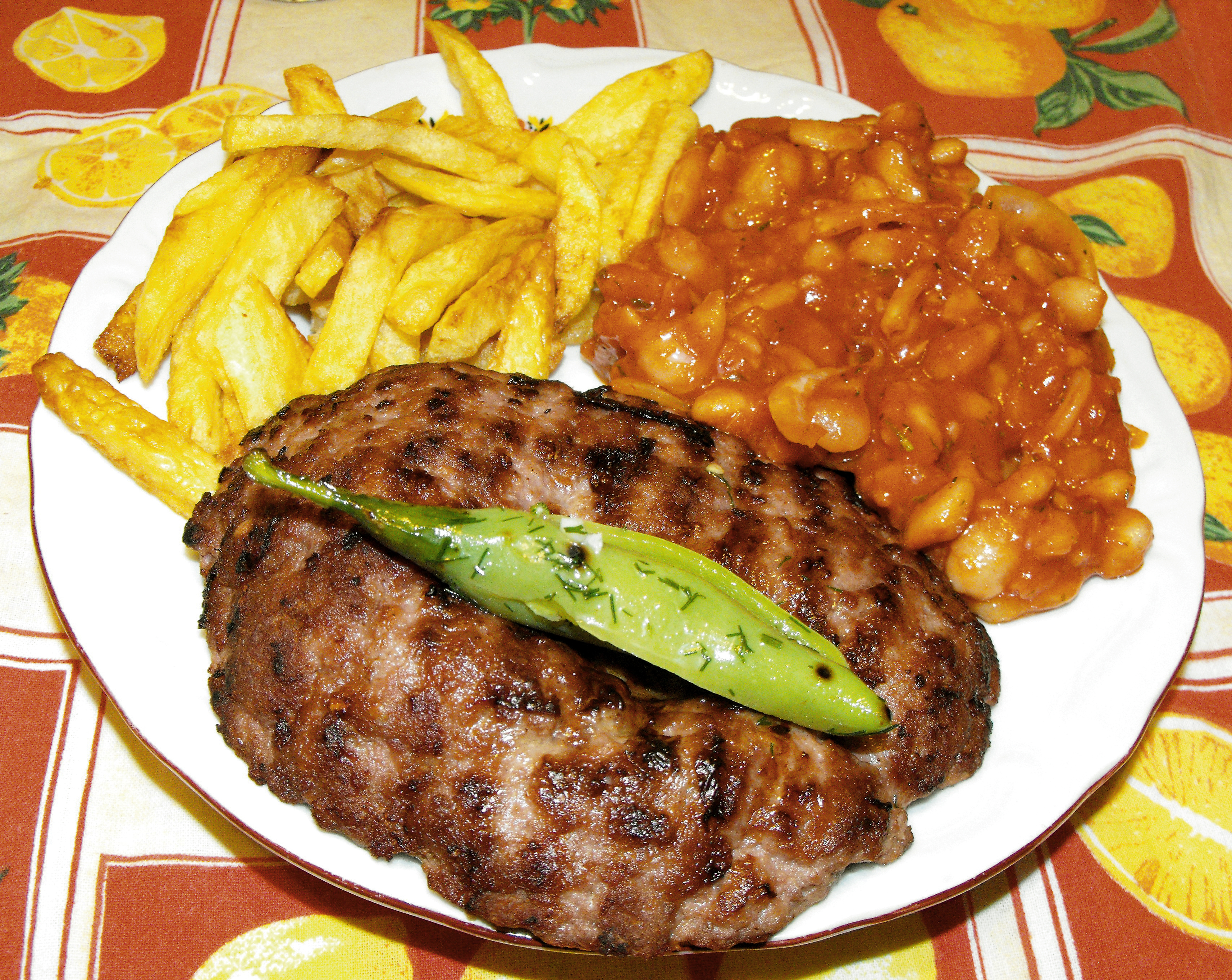
Pleskawica z frytkami i przyprawioną fasolą („sałatką fasolową”)

Pleskawica, pljeskavica (serb. пљескавица, chorw. pljeskavica, od pljeskati / пљескати – klaskać, plaskać, klepać) – kotlet z mielonego mięsa pieczony na ruszcie, popularny zwłaszcza w krajach zachodniobałkańskich.
Oryginalne pochodzenie wywodzone jest z kuchni serbskiej, ale jako specyficzne danie szeroko rozpowszechniło się poza Chorwacją i Bośnią także w innych krajach dawnej Jugosławii (Czarnogórze, Kosowie, Macedonii, Słowenii); spotykane jest też w Albanii, Bułgarii i Rumunii (Banat).
Tradycyjną pleskawicę przyrządza się z mieszanki co najmniej dwóch mięs (jagnięciny lub baraniny, wołowiny, cielęciny, wieprzowiny), z dodatkiem cebuli i przypraw. Niekiedy do masy tej dodaje się smalec i tartą bułkę. Pieczona jest na ruszcie (grillu) w postaci plackowatych kotletów i zwykle podawana z pastą ajwar, świeżym kajmakiem lub pieczywem typu pita (bośniacka lepinja).
Ze względu na ich specyfikę najbardziej znane są jej odmiany pochodzące z południowej Serbii. Przede wszystkim renomowana Leskovačka pljeskavica z mięsa wołowego (lub wieprzowego) z dodatkiem cebuli i posypywana ostrą papryką. Šarska pljeskavica z wołowiny wyróżnia się dodatkiem pikantnego kaszkawału, hajdučką pljeskavicę cechuje połączenie wołowiny z wędzoną wieprzowiną, a Vranjska pljeskavica przyrządzana jest wyłącznie z mięsa wieprzowego. Za najpopularniejszą uznawana jest gurmanska pljeskavica z kaszkawałem i boczkiem lub szynką oraz niewielkim dodatkiem posiekanej ostrej papryki.
W Bośni pleskawica sporządzana jest wyłącznie z wołowiny ze względu na muzułmański zakaz spożywania mięsa wieprzowego.
Wraz z jugosłowiańską emigracją zarobkową w minionych dziesięcioleciach danie to pojawiło się również w jadłospisie Austrii, Niemiec i Szwecji.